# Kovača vas, Slovenska Bistrica
Kovača vas je naselje v Občini Slovenska Bistrica.